# Projectes telemàtics
Els projectes telemàtics són un conjunt d'activitats presentades en format web i accessibles des d'internet, en les quals alumnes i professors utilitzen diverses eines TIC per assolir els objectius previstos per als diferents projectes, a través d'activitats variades, seguint una pauta i una temporització concreta.
En els projectes telemàtics es demana compartir el treball de l'alumnat, sense que es produeixin interaccions entre ells, ja que no cal establir cap mena de col·laboració ni amb altres centres ni amb altres grups d'alumnes. Per tant, quan un grup de centres passen a formar part d'un projecte telemàtic, treballen paral·lelament i comparteixen una mateixa tasca i una idea comuna i van agregant les seves aportacions a les de la resta de participants.
El portal del projecte proporciona, per tant, un lloc on els mateixos centres pengen les seves produccions o activitats a la xarxa. És molt important però, que abans de començar un projecte telemàtic estiguin ben definits i especificats els seus objectius, i que les activitats didàctiques siguin flexibles.

## Algunes característiques
Algunes característiques són haver de treballar continguts acadèmics d'una forma més motivadora per als alumnes, la promoció del treball cooperatiu amb la resta d'alumnes de la mateixa aula o amb altres escoles i la construcció dels seus propis aprenentatges, afavorint el treball autònom.

## Diversos tipus de projectes telemàtics
Existeixen diversos tipus de projectes telemàtics, entre els quals hi ha els que són:
- A) per a iniciar-se: són els que requereixen poca feina prèvia i poques sessions de classe.
- B) més complexes: són els que segueixen un calendari, tenen propostes d'activitats i ofereixen un ampli ventall de possibilitats de treball, amb nombroses activitats on poder triar aquelles que millor s'adaptin a les nostres necessitats i interessos.

## Diferències amb altres tipus de projecte
Els projectes telemàtics són una nova manera de treballar el temari en què els rols de l'alumne i el professorat són diferents dels que habitualment es desenvolupen a l'escola.
La diferència en els treballs per projectes és que és l'antecessor del treball per projectes telemàtics, per tant, la telemàtica abandona els projectes tradicionals fent ús de les noves tecnologies. Així doncs els projectes tradicionals i els telemàtics tenen la mateixa arrel, funció i objectius; així que és bàsicament el mateix amb l'única diferència dels avenços tecnològics que han anat desenvolupant aquests projectes cap a la seva millora.
El treball per projectes comença amb la investigació d'un tema que trien els alumnes i, són ells els qui proposen on s'ha de buscar la informació i el mestre el que els fa de guia per a dur-ho a terme.
Amb el treball per projectes es pretén ensenyar a l'alumne a aprendre; un dels aspectes que promou és l'autonomia de l'alumnat.

## Procés del treball per projectes
1. En una assemblea de classe, els alumnes trien el tema per investigar.
2. S'elabora un índex o pla de treball.
3. Es posen en comú les idees extretes.
4. Es decideixen quins aspectes del tema s'investigaran; objectius d'aprenentatge.
5. Es concreta la proposta de treball, els alumnes cerquen informació per vies diferents, la porten i la contrasten.
6. Es posen en comú els aprenentatges realitzats i s'avalua el treball realitzat a partir del dossier